# Пилгримс-Рест
Пилгримс Рест (англ. Pilgrim's Rest, Отдых пилигрима) — объявленный национальным памятником шахтёрский посёлок в провинции Мпумаланга, ЮАР. Вскоре после того, как было найдено месторождение золота в реке Пилгримс-Крик, притоке Блайда, была основана деревня Пилгримс. 22 сентября 1873 она была объявлена золотым прииском и стала одним из первых посёлком старателей в начавшейся золотой лихорадке. К концу года его население достигло 1500 человек. За первые семь лет было намыто золота на 2 миллиона рэндов. К 1875 году поселение стало социальным и коммерческим центром для местных старателей, а палатки постепенно были заменены более капитальными строениями. В 1880-е месторождения стали иссякать и старатели начали уходить. Образовавшаяся в 1881 году путём слияния Transvaal Gold Mining Estates (TGME) стала владельцем этой местности и осуществляла разработки до 1971 года, когда деревня была продана правительству, объявившую данную в 1986 году национальным памятником.
В конце второй англо-бурской войны здесь некоторое время находился резервный монетный двор буров, на котором было отчеканено 986 вельдских пондов.
С 15 мая 2004 года местность включена в предварительный список Всемирного наследия ЮНЕСКО.

## Туризм

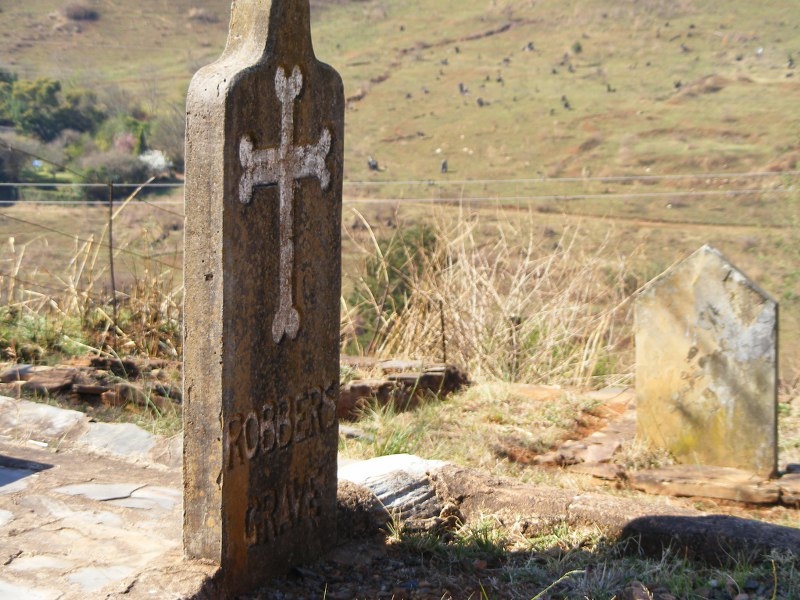
Могила грабителя на старом кладбище.

Пилгримс Рест расположен в 35 км к северу от Саби и в 360 к северо-востоку от Йоханнесбурга. Все дома в городе расположены вдоль главной улицы и не имеют номеров. При въезде в город находится англиканская церковь Сент Мери. Выше по холму расположено кладбище, все могилы которого, кроме одной, ориентированы в одном направлении. Эта одна, ориентированная в направлении с севера на юг, принадлежит грабителю, укравшему старальский тент, представлявший значительную ценность. В городе действуют четыре музея.